# Nevada (Serbia)
Nevada (cyr. Невада) – wieś w Serbii, w okręgu toplickim, w gminie Kuršumlija. W 2011 roku liczyła 22 mieszkańców.